# Castillo de Reinthal
El castillo de Reinthal es un monumento situado en Hart bei Graz, en las cercanías de Graz (Austria).

## Historia
Tiene su origen en una granja propiedad de la cercana abadía de Rein.
En 1545 el abogado Bartholomäus Rues manda construir el castillo. En el siglo XVIII pasó por varios propietarios.
Hacia mediados del siglo XIX era propiedad del conde Castiglione. En 1863 es comprado por el barón Paul von Hügel que lo convierte en residencia de su familia. Paul von Hügel estaba casado con la condesa Amalia de Hohenstein, el matrimonio tendría un hijo Paul Julius. La hermana de Amalia de Hohenstein, Claudia viviría en un chalet de estilo suizo (conocido en alemán como Schweizerhaus o Schweizerhof). En este momento vivió el castillo recibió como invitados entre otros:  
- en varias ocasiones, al hermano de Amalia y Claudia, Francisco duque de Teck casado con la princesa británica María Adelaida de Cambridge, así como a sus hijos entre los que se encontraba María futura reina consorte del Reino Unido.
- en 1873: al rey Jorge V de Hannover, su esposa María de Sajonia-Altemburgo y sus hijos, Ernesto Augusto y María.[Nota 1][3]
- a finales de la década de 1860: al pintor Carl Reichert, a su vuelta un viaje de estudios a Roma.[4]

Hacia los años 1930 pertenecía al filólogo húngaro Sandor Fest.

## Descripción

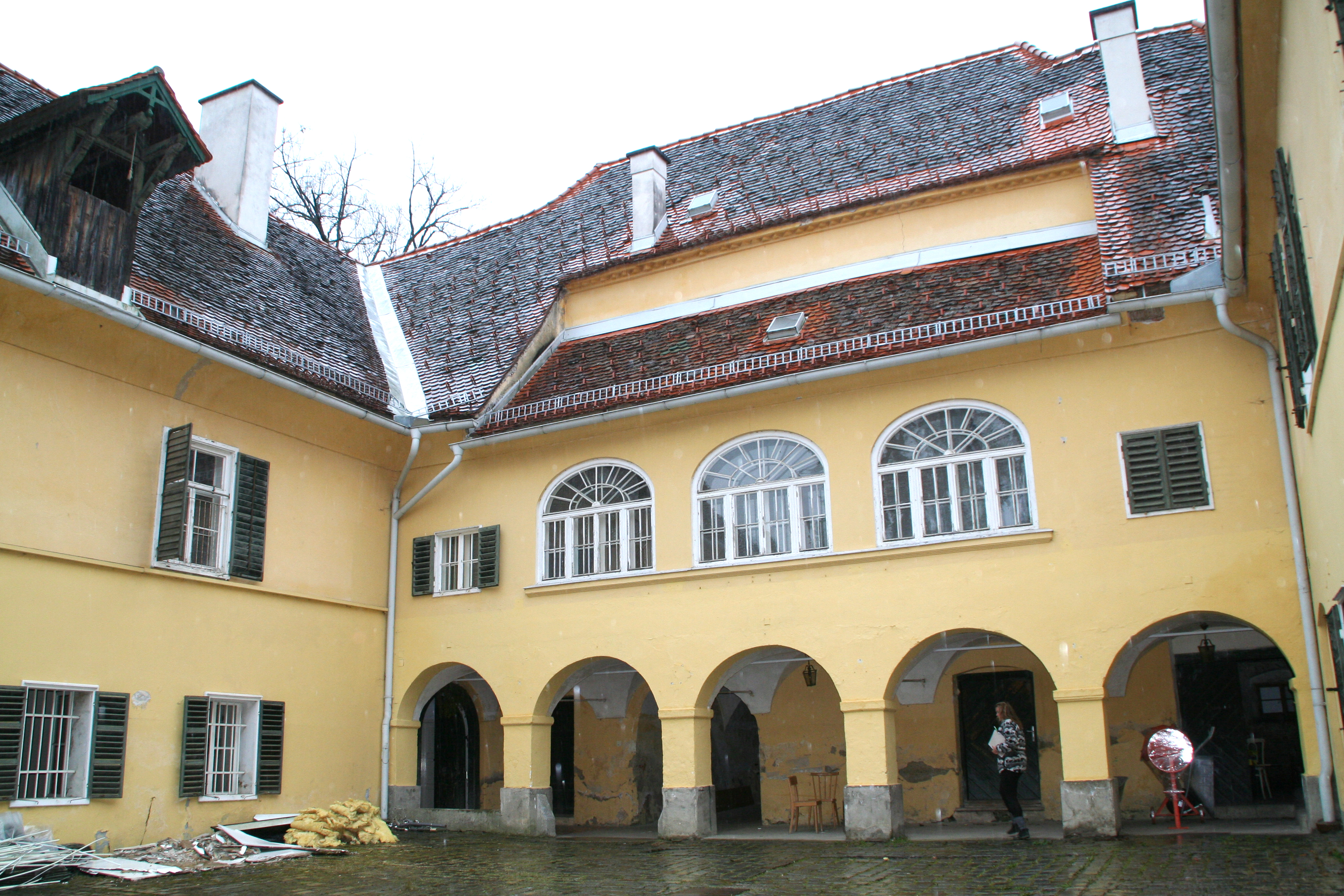
Vista del patio del castillo

La construcción se sitúa en el área suburbana al oeste de Graz, en Hart bei Graz, a un cuarto de hora de la capital de Estiria. El castillo se compone de tres alas en forma de U. Las tres alas cuentan con dos alturas, más una bajo la cubierta. El ala central cuenta con un cuerpo formado por una tercera altura y una cubierta, centrados respecto al ala. La tercera altura del cuerpo se desarrolla hacia la parte exterior de la U y se corona con un pequeño frontón de formas curvas con un reloj. El castillo contaba con un jardín con una fuente en medio de un vaso circular. 
El interior contaba con dos grandes salones en el primer piso, el principal de los dos contaba con un fresco en el techo representando flores y coronas vegetales. También existía un salón de fumar. Por su parte, la escalera estaba decorada con trofeos de caza, principalmente cuernas. El castillo era calentado por medio de estufas.

### Individuales
1. ↑  «Angelkommene in Graz». Grätzer Zeitung. 23 de enero de 1861. p. 19.
2. ↑  «Stierkalb, halb-blut». Wiener Landwirtschaftliche Zeitung (101). 18 de diciembre de 1880. p. 756.
3. ↑  «Tageschronik. Aus Graz, 17 d.». Meraner Zeitung (84). 22 de octubre de 1873. p. 2.
4. ↑  L., Dr. H. (26 de agosto de 1911). «Karl Reichert». Grazer Volksblatt.
5. ↑  Gál, István (1963). «IN MEMORIAM SÁNDOR FEST». Angol Filológiai Tanulmányok / Hungarian Studies in English 1: 7-18. ISSN 0570-0973. Consultado el 19 de julio de 2022.
6. ↑  Pope-Hennessy, 1959, p. 109.
7. ↑  «A room at Reinthal dated 1865?». Royal Collection. Consultado el 22 de julio de 2022.
8. ↑  «A room at Reinthal c. 1850-70». Royal Collection. Consultado el 22 de julio de 2022.